# 葵花胡同
葵花胡同，是位于北京市西城区中部的一条胡同。现已无存。

## 简介
葵花胡同为南北走向，南起月台胡同，北到前老莱街。全长394米，平均宽3米。明朝称“祁家胡同”。清朝称“茄子胡同”。北端西拐的岔道称“茄柄胡同”。1965年北京市整顿地名，茄子胡同、茄柄胡同合并，改称“葵花胡同”。葵花胡同西侧原来有观音庵，又称槐抱椿庵，因为槐树上长有一株椿树而得名。2000年代，葵花胡同拆除，原址成为北京市西城区奋斗小学的新校园。